# Tatami (film, 2003)
 (décembre 2016).
Si vous disposez d'ouvrages ou d'articles de référence ou si vous connaissez des sites web de qualité traitant du thème abordé ici, merci de compléter l'article en donnant les références utiles à sa vérifiabilité et en les liant à la section « Notes et références ».
Pour plus de détails, voir Fiche technique et Distribution.
Tatami est un documentaire français de Camille de Casabianca sorti en salles en septembre 2003. 
David Douillet a déclaré à propos de ce film : « Dans ce film, il faut ne pas se limiter au judo, ça va bien au-delà. Il n'y a rien de technique, rien de compliqué. Le judo est un fond de tableau, ce qui est important, c'est ce qu'il se passe entre les gens par rapport à une échéance, par rapport à cette guillotine de la compétition. »

## Synopsis
Au sein de l'équipe de France de judo, Larbi Benboudaoud, grand favori, prépare les prochains championnats du monde. Chaque jour, il affûte son corps et son esprit pour le combat.

## Fiche technique
- Réalisation : Camille de Casabianca
- Montage : Emmanuel Cabanes
- Mixage : Olivier Dô Huu
- Montage son : Fabien Krzyzanowski

## Distribution
- David Douillet
- Stéphane Traineau
- Larbi Benboudaoud
- Djamel Bouras
- Shozo Awazu